# Traitor (Captain Scarlet-aflevering)
"Traitor" is de 29e aflevering van de televisieserie Captain Scarlet and the Mysterons, een sciencefictionserie waarin gebruikgemaakt wordt van de poppenspeltechniek supermarionation. De aflevering werd voor het eerst uitgezonden op ATV Midlands in Engeland op 23 april 1968. Qua productievolgorde was het echter de 24e aflevering.

## Verhaal
Twee Spectrum rekruten, Johnson en Machin, zijn bezig met een routine hovercraftpatrouille in de Australische outback. Terwijl ze terugkeren naar de Koala Basis, krijgt het voertuig problemen en raakt de motor oververhit. Vanuit het basisstation eist Majoor Stone de technische uitdraai, maar het voertuig is onbestuurbaar en Machin stelt voor dat ze eruit springen. Terwijl Stone het radiocontact verliest, crasht het voertuig en explodeert. Via een radiobericht laten de Mysterons Spectrum weten dat er zich een verrader in hun organisatie bevindt.
Het Cloudbasepersoneel is geschokt door deze melding. Colonel White herinnert hen aan het belang van onderling vertrouwen en geeft Captain Scarlet en Captain Blue een geheime missie. De Colonel vreest dat de verrader zich op de Koala Basis bevindt.
Johnson en Machin hebben van de hovercraft kunnen springen voor de crash en bespreken het ongeluk nu met Majoor Stone. Marchin wijst hem erop dat dit al de derde hovercraft in een week tijd is die op hol slaat. Stone besluit het programma tot nadere orders stop te zetten. Zodra Machin de controlekamer heeft verlaten, vertelt Stone aan Johnson dat hij vermoedt dat de rekruut het radiocontact verbrak om te voorkomen dat de oorzaak van de oververhitting zou worden ontdekt. Stone beveelt Johnson hem persoonlijke verslag uit te brengen, zich niet bewust dat Machin meeluistert van achter de deur.
Scarlet en Blue arriveren bij de Koala Basis, zogenaamd om een aantal lezingen te geven. Scarlet laat Majoor Stone wel weten dat er een “hoger doel” is achter hun aanwezigheid daar. Na een praatje te hebben gehouden, vraagt Machin of Scarlet over de aanslag op de President van de Wereld (uit de aflevering "The Mysterons") wil vertellen. Aangezien hij toen zelf nog onder controle stond van de Mysterons heeft Scarlet echter maar weinig herinneringen aan dit gebeuren, daarom vertelt Blue het verhaal vanuit zijn oogpunt.
Die nacht is Machin geobsedeerd door de gedachte dat Captain Scarlet wellicht nog steeds onder Mysteroninvloed is. Hij weigert Johnsons oproep om naar bed te gaan en beweert nog een avondwandeling te gaan maken. Ondertussen breekt in Scarlet en Blue’s kamer onverwacht brand uit. De officieren worden echter op tijd wakker voordat de rook hen verstikt.
Majoor Stone belooft een volledig onderzoek in te lassen naar het ongeluk, en vermoedt dat het om brandstichting gaat. Stone stelt voor om het hovercraftprogramma weer op te starten in de hoop dat de verrader opnieuw zal toeslaan. Hij laat Johnson en Machin een patrouille uitvoeren samen met Scarlet en Blue, maar Machin verdenkt nog altijd Scarlet. Ondertussen uit Blue zijn verdenkingen tegenover de Majoor en zijn idee dat het weer opstarten van het hovercraftprogramma alleen maar vragen om problemen is. Johnson bekent dat hij zo zijn twijfels heeft over Machin, en dat hij vermoedelijk tijdens zijn “avondwandeling” de brand heeft gesticht. Stone is woedend dat Machin Scarlet verdenkt.
De vier mannen verlaten Koala Basis en passeren de wrakstukken van een vorige crash, waarbij de crew is omgekomen. Scarlet is bezorgd over de hoge externe temperatuur, maar Johnson beweert dat dit normaal is. Opeens verliezen ze de controle over de hovercraft, die gevaarlijk begint te slingeren. Johnson kan het voertuig niet in bedwang houden en ook niet de noodrem activeren. Machin verklaart dat Scarlet wel de verrader moet zijn en trekt een pistool, maar het geslinger en gestuiter van de hovercraft maakt dat hij zijn vuurwapen verliest. Blue brengt Johnson en Machin in veiligheid, terwijl Scarlet een controle-unit loshaalt om de bron van de oververhitting te vinden. Hij kan nog net van het voertuig springen voordat ook deze crasht en explodeert.
Terug in Cloudbase presenteert Colonel White de verrader – een enkel ventiel in het elektrische systeem van de hovercraft heeft alle ellende veroorzaakt. Daarbij kunnen metallurgisten niet verklaren waarom de moleculaire structuur van het ventiel is veranderd. Scarlet stelt vast dat goed op hun hoede blijven het enige is wat Spectrum kan doen.

## Rolverdeling

### Reguliere stemacteurs
- Captain Scarlet — Francis Matthews
- Captain Blue — Ed Bishop
- Colonel White — Donald Gray
- Lieutenant Green — Cy Grant
- Destiny Angel — Liz Morgan (in "The Mysterons" flashback)
- Melody Angel — Sylvia Anderson (in "The Mysterons" flashback)
- Harmony Angel — Lian Shin (in "The Mysterons" flashback)
- Captain Black — Donald Gray (in "The Mysterons" flashback)
- Stem van de Mysterons — Donald Gray

### Gastrollen
- Majoor Stone — David Healy
- Phil Machin — Gary Files
- Joe Johnson — Jeremy Wilkin
- Piloot, A42 — Charles Tingwell

## Trivia
- Deze aflevering bevat flashbacks van de aflevering “The Mysterons”.
- Tijdens de eerste uitzending in Engeland werd deze aflevering in bepaalde regio’s op een ander tijdstip getoond.